# Bright (Indiana)
Bright – jednostka osadnicza w Stanach Zjednoczonych, w stanie Indiana, w hrabstwie Dearborn.